# Kanton Saint-Denis-Sud
Kanton Saint-Denis-Sud (fr. Canton de Saint-Denis-Sud) je francouzský kanton v departementu Seine-Saint-Denis v regionu Île-de-France. Tvoří ho 3 obce.

## Obce kantonu
- L'Île-Saint-Denis
- Saint-Denis (jižní část)
- Saint-Ouen (část)